# Гленили (Уиклоу)
Гленили (англ. Glenealy; ирл. Gleann Fhaidhle) — деревня в Ирландии, находится в графстве Уиклоу (провинция Ленстер) у трассы R752.

## Демография
Население — 528 человек (по переписи 2006 года). В 2002 году население составляло 377 человек.
Данные переписи 2006 года:
| Общие демографические показатели |               |                               |                               |      |      |
| Всё население                    | Всё население | Изменения населения 2002—2006 | Изменения населения 2002—2006 | 2006 | 2006 |
| 2002                             | 2006          | чел.                          | %                             | муж. | жен. |
| 377                              | 528           | 151                           | 40,1                          | 268  | 260  |